# Olimp (Galàcia)
Olimp (en grec antic Ὄλυμπος) era una serralada muntanyosa al nord de Galàcia, que la separava de Bitínia. Era una continuació de les muntanyes de l'Olimp Misi. En aquestes muntanyes van ser derrotats els tolistobogis en una batalla contra els romans dirigits per Manlius. El seu nom modern turc es Ala Dagh.